# En mission
En mission (titre original : Mission of Honor) est le douzième roman de la série Honor Harrington de l'écrivain de science-fiction David Weber paru en 2010 puis traduit en français et publié en deux tomes en 2011,.

## Résumé
Les cinq sous-secrétaires permanents de la Ligue solarienne apprennent la destruction du vaisseau amiral de Byng et la reddition des vingt autres lors de l’incident en Nouvelle-Toscane (roman : L'Ennemi dans l'ombre). Ils se préparent à une guerre avec l’Empire stellaire.
Dans les systèmes de Manticore et de Grayson, des vaisseaux furtifs mesans poursuivent l’opération Baie des huîtres en mettant en place des plateformes de guidages de missiles.
Honor se rend sur Havre pour proposer l’ouverture de négociations de paix au gouvernement de Pritchart. Elle a convaincu la reine Elisabeth que c’est le bon moment car un affrontement avec la Ligue solarienne est de plus en plus probable.
L’opération Baie des huîtres se poursuit en déployant des capsules de missiles dans les systèmes de Manticore et de Grayson. Mesa lance une campagne de propagande visant à discréditer Anton Zilwicki décrit comme espion manticorien notoire. Les mesans l’accusent de s’être associé avec des terroristes du Théâtre et d’être responsable d’un attentat nucléaire ayant tué de nombreux civils sur Mesa (roman : Torche de la liberté). Malgré l’absence de preuves, l’histoire est adoptée par les médias solariens. De plus des documents falsifiés par les mesans montrent que c’est le marine manticorienne qui a déclenché la bataille en Nouvelle-Toscane. Tout cela fait partie d’un complot ourdi par Deweiler pour convaincre la Ligue d’entrer en guerre avec Manticore.
Dans l’amas de Talbott, Michelle Henke apprend qu’une importante flotte solarienne se trouve dans le système de Meyers sous le commandement de Crandall. Devinant que Crandall va certainement vouloir venger l’affront subit en Nouvelle-Toscane, Henke se prépare dans le système de Fuseau. Crandall avec soixante et onze supercuirassés attaque, un tiers est immédiatement détruit les autres navires se rendent. Environ quatre cent mille solariens sont faits prisonniers de guerre par la petite flotte de Michelle Henke. Dés réception de ces nouvelles la reine Elisabeth ordonne le Code Laocoon, plan consistant à fermer tous les terminus du trou de ver à la flotte marchande solarienne. Elle estime qu’il y a un état de guerre de fait entre l’Empire stellaire et la Ligue solarienne.
Peu de temps après l’opération Baie des huîtres frappe. Des missiles, torpilles et grasers sont lancés contre toutes les stations et infrastructures orbitales, leurs débris frappent les planètes de Manticore causant des dégâts terribles. Sept millions et demi d’êtres humains et environ huit mille cinq cents treecats sont tués. L’attaque a des conséquences catastrophiques pour l’économie de Manticore, la plupart des effectifs pour construire les navires de guerre ont disparu ainsi que la capacité de fabriquer des missiles. Il faudra plusieurs années pour retrouver un niveau de production équivalent.
Les négociations de paix sur Havre qui trainaient en longueur sont suspendues car Honor est rappelée vers Manticore. Elle apprend que la plupart de sa parentèle a succombé ainsi que Andrew et Miranda LaFollet.
Les sous-secrétaires permanents solariens décident d’envoyer une flotte de plusieurs centaines de vaisseaux du mur, sous les ordres de Filareta, envahir Manticore. Quelques militaires solariens commencent à penser que derrière tous ces événements se trouve Manpower ou quelqu’un de plus puissant.
De leur côté Pritchart et ses conseillers pensent que Manpower est à l’origine de l’attaque sur Manticore et Grayson et envisagent que les hostilités entre la République de Havre et l’Empire stellaire sont aussi l’œuvre des mesans. Manticore et Havre sont informés de la future offensive de Filareta par une source secrète de Beowulf, planète solarienne du système Sigma Dragonis.
Deweiler arrive dans le système de Darius. Il félicite ses officiers pour l’exécution de Baie des huîtres et constate que la construction de sa flotte secrète se poursuit. Puis il rejoint les dirigeants des onze systèmes formant secrètement l’Alignement mesan et leur annonce que le plan prévu depuis plusieurs siècles est sur le point d’aboutir. Ce plan consiste à faciliter l’effondrement de la Ligue solarienne après des pertes sévères contre Manticore ainsi que des rébellions et son remplacement par une nouvelle alliance contrôlée par l’Alignement.
Anton Zilwicki et Victor Cachat ainsi que le docteur Simões, un transfuge mesan, arrivent sur Havre. Pritchart est informée des objectifs à long terme de l’Alignement mesan ainsi que des informations sur leurs nouvelles technologies. Elle rejoint Honor dans le système de l’Etoile de Trévor. Puis avec une grande partie de son cabinet, elle rencontre la reine Elisabeth dans le système de Manticore. Mise au courant des manipulations pour que la République de Havre et l’Empire stellaire se battent entre eux, afin de ne pas entraver le plan de domination galactique de l’Alignement mesan, Elisabeth décide de mettre fin à la guerre avec la République. Mais Pritchart va plus loin et propose une alliance militaire contre la Ligue solarienne et l’Alignement.